# Frank R. Gooding
Frank R. Gooding (Tiverton, 1859. szeptember 16., Egyesült Királyság – Gooding, 1928. június 24.) az Amerikai Egyesült Államok szenátora (Idaho, 1921–1928).